# Hunts Cross (stacja kolejowa)
Hunts Cross (ang: Hunts Cross railway station) – stacja kolejowa w Liverpoolu, w hrabstwie Merseyside, w Anglii, w Wielkiej Brytanii. Leży na południowej odnodze City Line na Liverpool to Manchester Lines i w południowym końcu Northern Line Merseyrail.

## Historia
Wybudowana przez Cheshire Lines Committee, Hunts Cross było stacją cztero torową na linii biegnącej między Liverpool Central i Manchester Central. Był to także węzeł w południowej części North Liverpool Extension Line do Gateacre, West Derby, północnych części portu Liverpool i Southport. Ta linia została zamknięta w etapach w latach 1952-72 i jest obecnie częścią National Cycle Network 62, Trans Pennine Trail.
W 1983 Merseyrail została zelektryfikowana, Northern Line z Liverpool Central została przedłużona do Hunts Cross z poprzedniego końca w Garston.